# 张定涵
張定涵（1980年8月27日—），原名張誼，北京市人，中國大陸女演員，畢業於北京舞蹈學院中国民族民间舞系。原為中國煤礦文工團話劇團演員。

## 影视作品

### 电视剧
| 首播年份 | 剧名                     | 角色            | 备注                     |
| 2000年   | 《古城童話》             | 大格格          |                          |
| 2001年   | 《大宅門》               | 白佳莉          |                          |
| 2002年   | 《大腳馬皇后》           | 宋敬妃          |                          |
| 2003年   | 《1.2億》                | 高小雯          |                          |
| 2003年   | 《天下奇謀》             | 小蝶            |                          |
| 2004年   | 《塵世笑談》             | 王大鵬          |                          |
| 2004年   | 《大清禦史》             | 李娟            |                          |
| 2004年   | 《魔界之龍珠》           | 上官飛燕        |                          |
| 2004年   | 《北平刺客》             | 童瑤            |                          |
| 2004年   | 《別在夢醒之前離開我》   | 墨俐            |                          |
| 2004年   | 《楊門虎將》             | 楊楚楚          |                          |
| 2004年   | 《刀鋒1937》             | 虞家茵          |                          |
| 2007年   | 《非親父子》             | 王若萱          |                          |
| 2009年   | 《那些年那些事》         | 韓可哥          |                          |
| 2009年   | 《婚後三十年》           | 蘇蕾            | 又名《我的家誰做主》     |
| 2010年   | 《再見豔陽天》           | 丁敏            |                          |
| 2011年   | 《光榮大地》             | 草兒秀          |                          |
| 2012年   | 《天涯明月刀》           | 明月心          |                          |
| 2012年   | 《斷箭》                 | 龍美君          |                          |
| 2014年   | 《武媚娘传奇》           | 长孙皇后/郑婉言 |                          |
| 2015年   | 《新甘十九妹》           | 甘十九妹        |                          |
| 2015年   | 《鐵甲艦上的男人們》     | 龍香蘭          | 2012年拍攝               |
| 2018年   | 《天盛長歌》             | 大成皇后        | 客串                     |
| 2019年   | 《东宫》                 | 豊朝皇后張玫娘  |                          |
| 2020年   | 《最美逆行者》           | 护士长          | 單元《了不起的兔子叔叔》 |
| 2021年   | 《小重逢》               | 田天            | 2017年拍攝               |
| 2021年   | 《司藤》                 | 贾贵芝          | 網絡劇                   |
| 2021年   | 《真相》                 | 赵芸蕾          | 網絡劇                   |
| 2022年   | 《你好呀，我的橘子恋人》 | 寶珠            | 客串，網絡劇             |
| 2022年   | 《说英雄谁是英雄》       | 柳憐心          | 網絡劇                   |
| 2022年   | 《关于唐医生的一切》     | 周琳            | 客串                     |
| 2023年   | 《我的人间烟火》         | 廉婕            |                          |
| 2023年   | 《有盼头》               | 阿靜            | 2018年拍攝               |
| 2024年   | 《墨雨云间》             | 卢氏            | 網絡劇                   |
| 2025年   | 《五福临门》             | 虞夫人          |                          |
| 待播     | 《守卫者》               |                 |                          |
| 待播     | 《一身孤注掷温柔》       |                 |                          |

### 电影
| 上映年份 | 电影名         | 角色   | 备注 |
| 2003年   | 《答案在風中》 | 姚靜   |      |
| 2003年   | 《大地起舞》   | 嬌嬌   |      |
| 2015年   | 《等爱归来》   | 李晋楠 |      |
| 2017年   | 《片甲不留》   |        |      |
| 2018年   | 《吻隐者》     |        |      |

### 話劇
| 剧名         | 备注               |
| 《我不離婚》 | 中國煤礦文工團話劇 |

### 歌舞劇
| 剧名                 | 角色      |
| 《民族村裏的年輕人》 | 彝族 阿吉 |

## 外部連結
- 张定涵的新浪微博
- 张定涵的新浪博客
- 张定涵在豆瓣上的资料（简体中文）
- 张定涵在时光网上的簡介（简体中文）